# Conduit pancréatique
Cet article court présente un sujet plus développé dans : canal pancréatique principal et canal pancréatique accessoire.

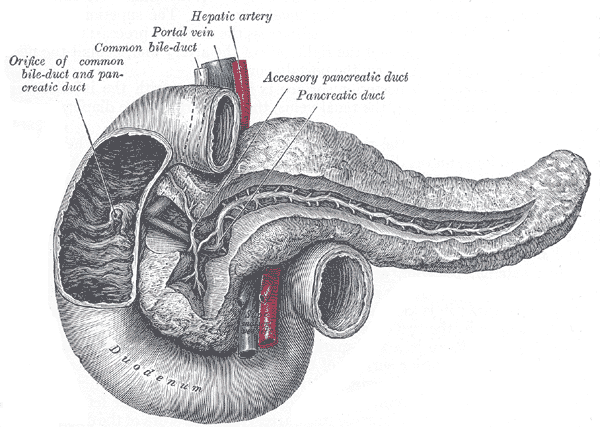
Schéma du pancréas et de ses rapports anatomiques avec visualisation du canal pancréatique principal

Le canal pancréatique principal, ductus pancreaticus, (anciennement canal de Wirsung), est, chez les mammifères, le principal canal exocrine du pancréas. Il conduit les sucs jusqu’à la papille duodénale majeure du duodénum, via le muscle sphincter de l’ampoule hépato-pancréatique (ancien sphincter d'Oddi) et l’ampoule hépatopancréatique (ancienne ampoule de Vater). Son nom vient de l’anatomiste allemand Johann Georg Wirsung.
Chez les mammifères, il existe un autre canal pancréatique, dit accessoire : le canal pancréatique accessoire(ancien canal de Santorini). Pour d'autres familles de vertébrés, comme chez certains oiseaux de proie ou vautours, il n'y a qu'un seul canal pancréatique.